# Jagdstaffel 1
A Jagdstaffel 1, conhecida também por Jasta 1, foi um esquadra de caças da Luftstreitkräfte, o braço aéreo das forças armadas alemãs durante a Primeira Guerra Mundial. Fundada a 22 de Agosto de 1916, foi uma das primeiras esquadras dedicadas ao combate aéreo, em grande parte graças aos esforços de Oswald Boelcke. Leopold Reimann foi o primeiro piloto a conseguir uma vitória pela Jasta 1, apenas dois dias depois de a esquadra ter sido fundada. Serviu na Frente Ocidental contra a França e contra a Itália, reclamando 138 vitórias, das quais apenas 107 são confirmadas.

## Aeronaves
- Albatros D.II
- Albatros D.III
- Fokker D.I
- Halberstadt D.II